# Lago Bagsværd
Il lago Bagsværd (in danese Bagsværd Sø) è un lago della regione di Hovedstaden, situato nell'area nord di Copenaghen. È il secondo per superficie del sistema di laghi di Mølleå (dopo il lago Furesø).
La qualità delle acque del lago non lo rende adatto alla balneazione, data la piccola quantità d'acqua che riceve dagli immissari e gli scarichi dei sistemi fognari che vi si riversano. La vicinanza alla capitale, solo 15 kilometri di distanza, lo rende tuttavia un luogo di svago popolare, anche per il sentiero ad anello, ottimo per bird watching, che lo tocca in più punti, è, infine, sede di competizioni per gli sport acquatici come canottaggio, vela, kayak e windsurf.